# Cakile
Cakile Mill., 1754 è un genere di piante della famiglia delle Brassicaceae.

## Tassonomia
Il genere comprende le seguenti specie:
- Cakile arabica Velen.
- Cakile arctica Pobed.
- Cakile constricta Rodman
- Cakile edentula (Bigelow) Hook.
- Cakile geniculata (B.L.Rob.) Millsp.
- Cakile lanceolata (Willd.) O.E.Schulz
- Cakile maritima Scop.

## Biologia
Sono piante alofile, cioè dotate di particolari adattamenti anatomici e fisiologici che le rendono in grado di prosperare su terreni ad alta salinità.